# はやかぜ型巡視艇
はやかぜ型巡視艇は、海上保安庁の巡視艇の船級。区分上はCL型、公称船型は18メートル型。令和3年（2021年）度予算で2隻が新規に建造された。令和３（2022）年度補正予算で2隻、令和5年度補正予算で2隻建造。

## 設計
本型は、基本的には20メートル型CLの全長を縮めて、総トン数を20トン未満に抑えたタイプとなっている。海上保安庁では、20メートル型のひめぎく型を主力CLとして長く建造しているが、その総トン数は20トンを超えており、操船するためには海技士の資格が必要である。これに対し、20総トン未満であれば小型船舶の操縦免許で操船可能であり、実質的に海上保安官であれば誰でも操船可能となるため、運用の幅が大きく拡大する（理論上SS艇と同様の運用が可能、ただし現在のところ人員配置は固定されている。）。ただし、CLは業務の拡大に伴って船型を拡大、高速化してきたという経緯もあり、今後は配属地の特性を勘案して20メートル型と本型の2本立てで整備が進められるものと見られている。
20メートル型と同様、拡声器やサーチライト、暗視装置、小型汎用クレーン、停船命令等表示装置といった艤装品は、本型でも一通り備えられている。一方、レーダーは小型のタイプとされていた（就役後に変更されている）、船首甲板には消火栓が新設される予定であった。
主機は単機出力510kw(700hp)のディーゼルエンジンが2基搭載され、令和3年度計画、令和3年度補正計画についてはいすゞ自動車エンジン販売製機関が、令和5年度補正計画についてはMAN製機関を搭載している。ひめぎく型の後期の一部（同時期建造艇、沿海、感染症対応艇）では操舵室後部の配置変更により操舵室後部が広くなり、感染症患者輸送用の隔離区画が設置可能となっているが、スペースの関係から本型では省略された。

## 同型艇一覧
| 計画年度                        | 番号  | 船名       | 造船所     | 就役          | 配備             | 解役 | 備考                |
| ------------------------------- | ----- | ---------- | ---------- | ------------- | ---------------- | ---- | ------------------- |
| 令和3年度                       | CL-11 | はやかぜ   | 墨田川造船 | 2022年3月24日 | 東京(第三管区)   |      | CL-47はやかぜ代替   |
| 令和3年度                       | CL-12 | おとつばき | 墨田川造船 | 2022年3月24日 | 呉(第六管区)     |      | CL-43おとかぜ代替   |
| 令和3年度補正                   | CL-13 | しゃちかぜ | 墨田川造船 | 2023年3月1日  | 名古屋(第四管区) |      | CL-38しゃちかぜ代替 |
| 令和3年度補正                   | CL-14 | きくかぜ   | 墨田川造船 | 2023年3月1日  | 神戸(第五管区)   |      | CL-42きくかぜ代替   |
| 令和5年度補正                   | CL-15 | はたかぜ   | 墨田川造船 | 2025年3月24日 | 門司(第七管区)   |      | CL-56はたかぜ代替   |
| 令和5年度補正                   | CL-16 | いけかぜ   | 長崎造船   | 2025年3月25日 | 三池(第七管区)   |      | CL-88いけかぜ代替   |
| 令和6年度補正 もしくは令和7年度 | CL-   |            |            |               |                  |      |                     |